# Picea polita
Picea polita ((Siebold & Zucc.) Carrière, 1855) è una specie di peccio appartenente alla famiglia delle Pinaceae, endemica delle isole di Honshū, Kyūshū e Shikoku, in Giappone.

## Etimologia
Il nome generico Picea, utilizzato già dai latini, potrebbe, secondo un'interpretazione etimologica, derivare da Pix picis = pece, in riferimento all'abbondante produzione di resina. Il nome specifico polita deriva dal latino (politus = elegante) in riferimento al portamento.

## Descrizione

### Portamento
Albero alto 30 metri con tronco monopodiale che raggiunge 1 metro di diametro; i virgulti sono robusti e glabri, di colore marrone, profondamente solcati; i pulvini sono corpulenti, lunghi 0,6-0,7 mm.

### Foglie
Le foglie sono aghiformi, lineari, rigide, di colore verde scuro con una banda stomatica su entrambe le pagine, lunghe 1,5-2 cm, fortemente appuntite e con sezione quadrangolare.

### Fiori
Sono strobili maschili rosso-porpora, cilindrici, con numerosi microsporofilli. Compaiono tra maggio e giugno a gruppi di 1-3 nella parte terminale dei rami dell'anno precedente.

### Frutti
I coni femminili sono ovati-oblunghi, pendenti, lunghi 7-10 cm e larghi 4-4,5 cm, inizialmente verdi, poi marroni a maturazione (in ottobre). I macrosporofilli sono largamente obovati, persistenti e sottilmente legnosi, lunghi 1,7-2,3 cm e larghi 1,4-1,8 cm, irregolarmente dentellati sul margine superiore. Le brattee sono molto piccole e poco appariscenti. I semi, di color nero-marrone, sono obovati, lunghi 6 mm, e con parte alata obovata, lunga 13 mm, di colore marrone.

### Corteccia
La corteccia è di colore grigio-marrone, profondamente scanalata e tendente a sfogliarsi in placche.

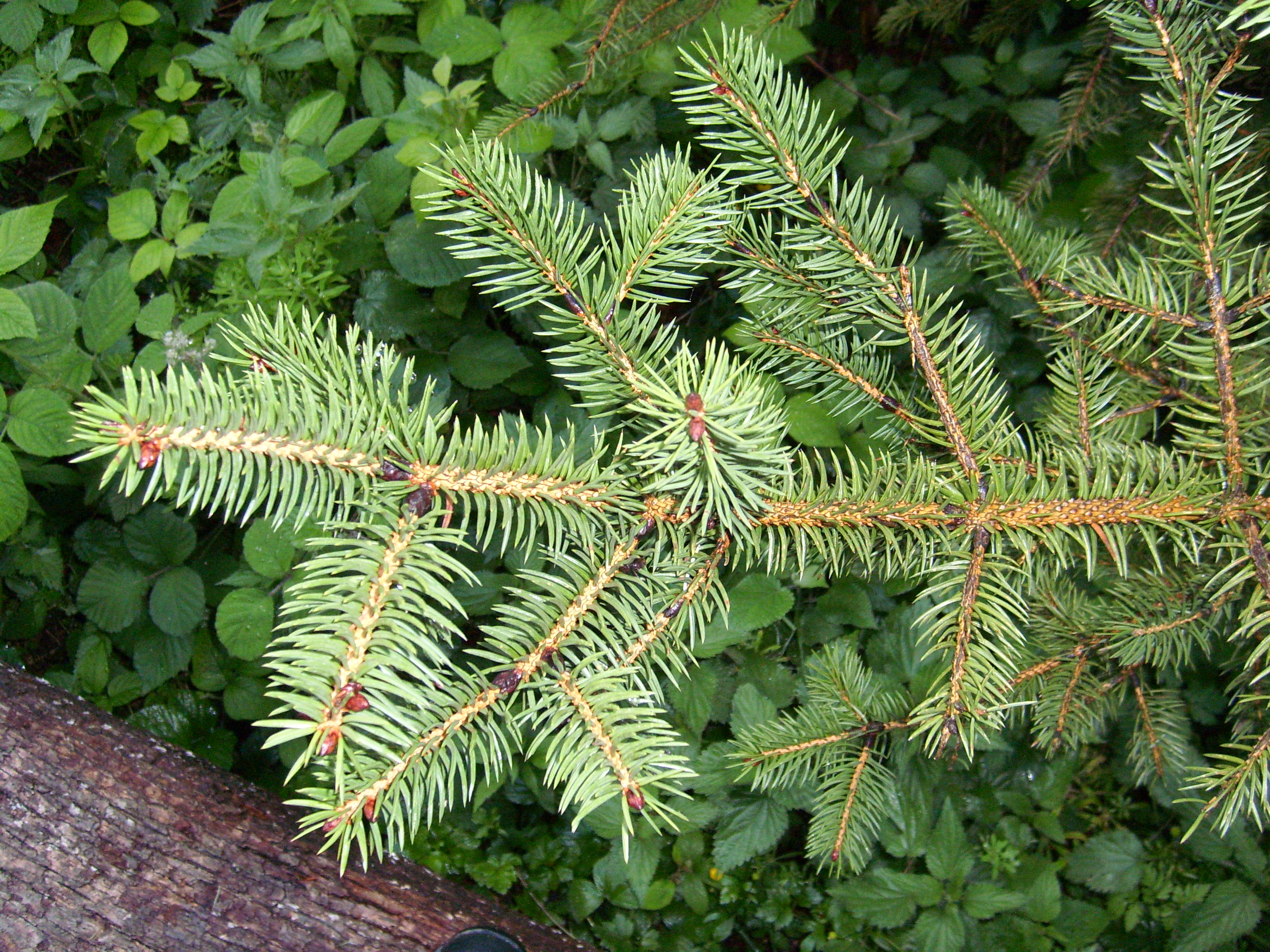
Aghi
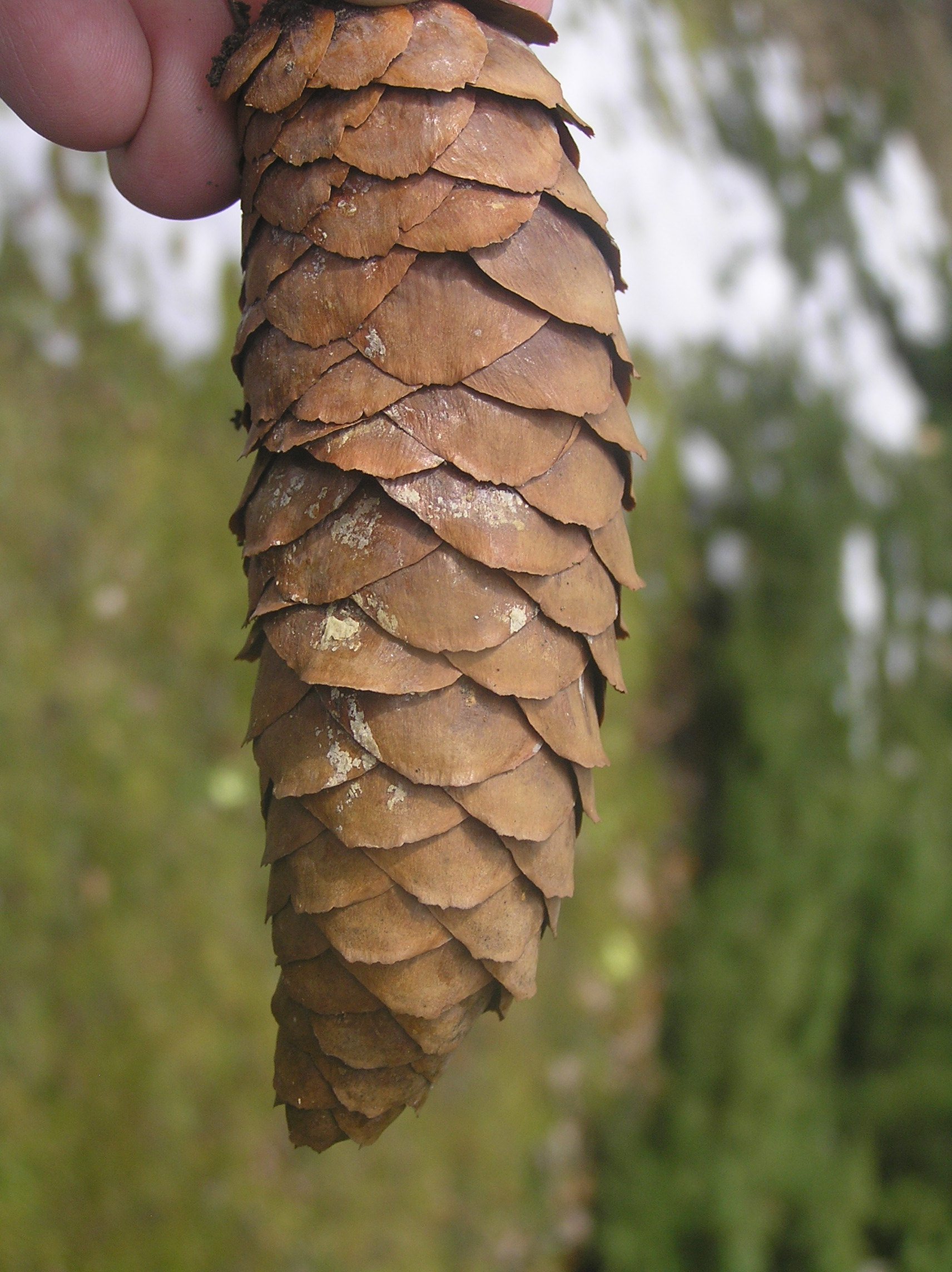
Cono femminile maturo
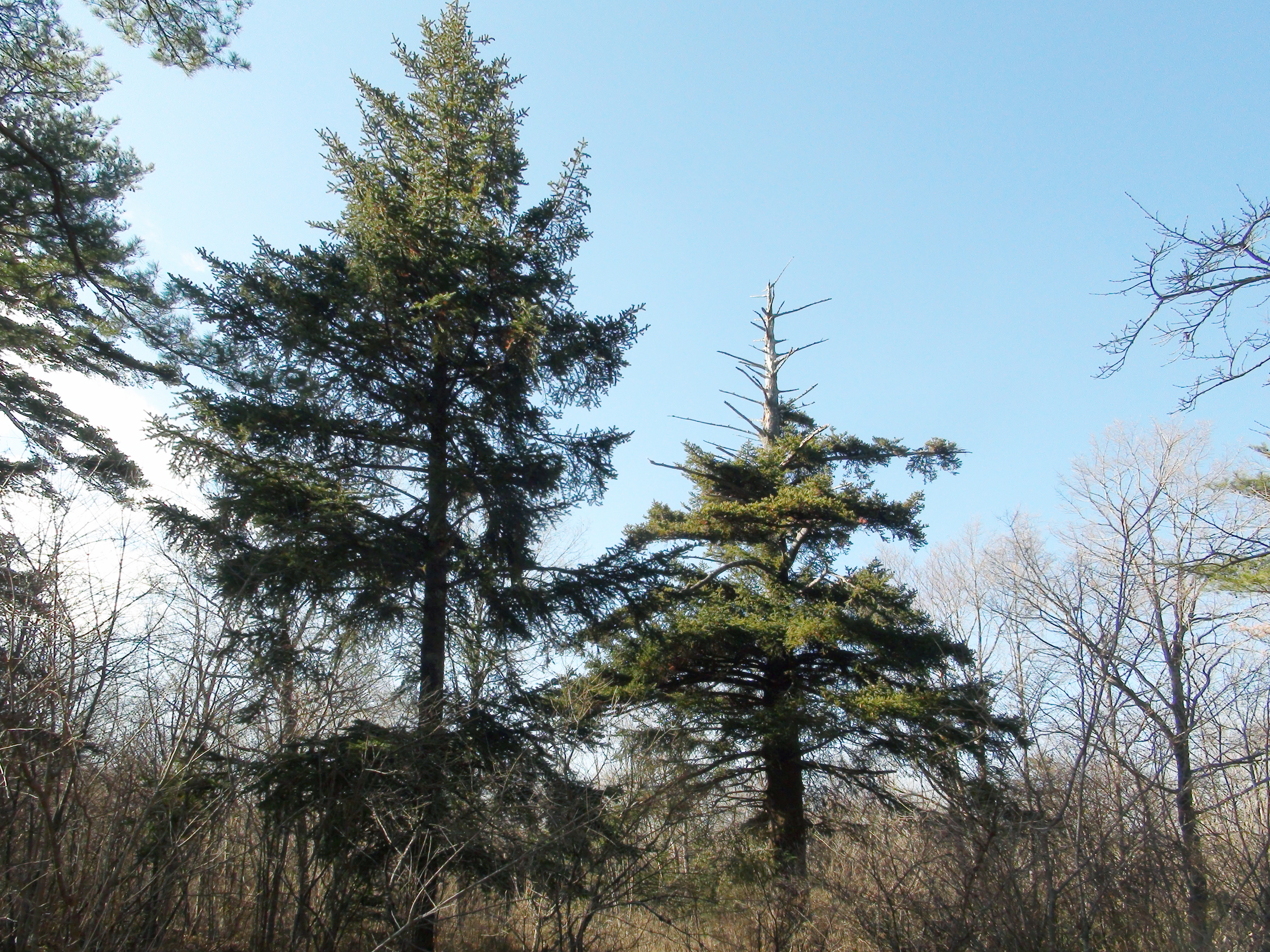
Foresta
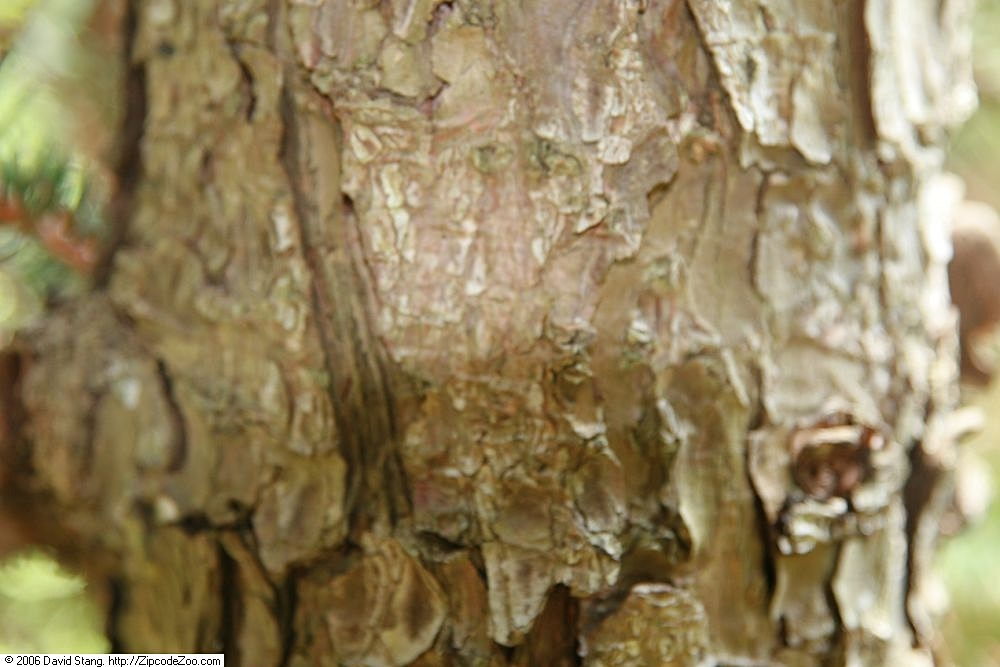
Corteccia
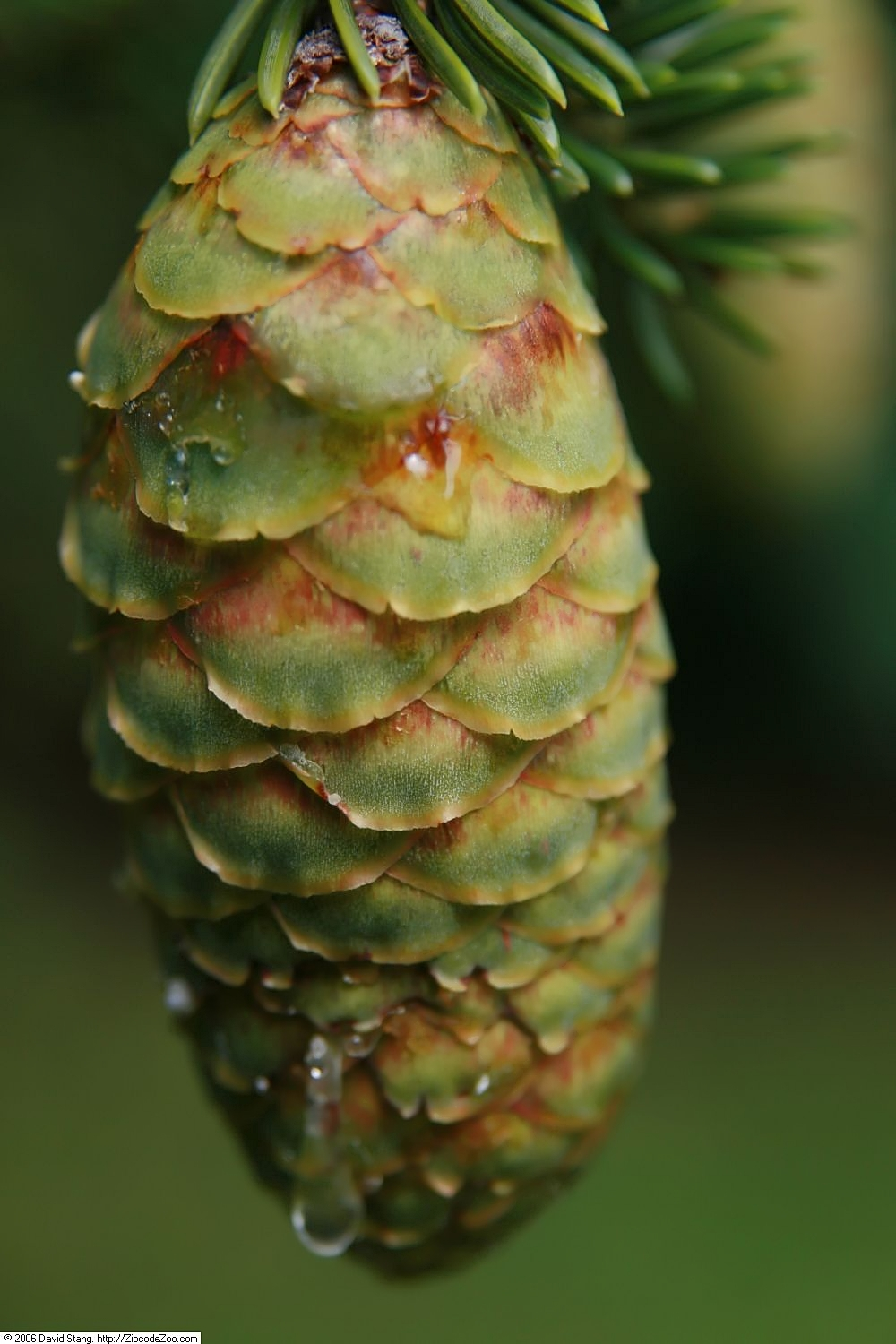
Cono femminile immaturo
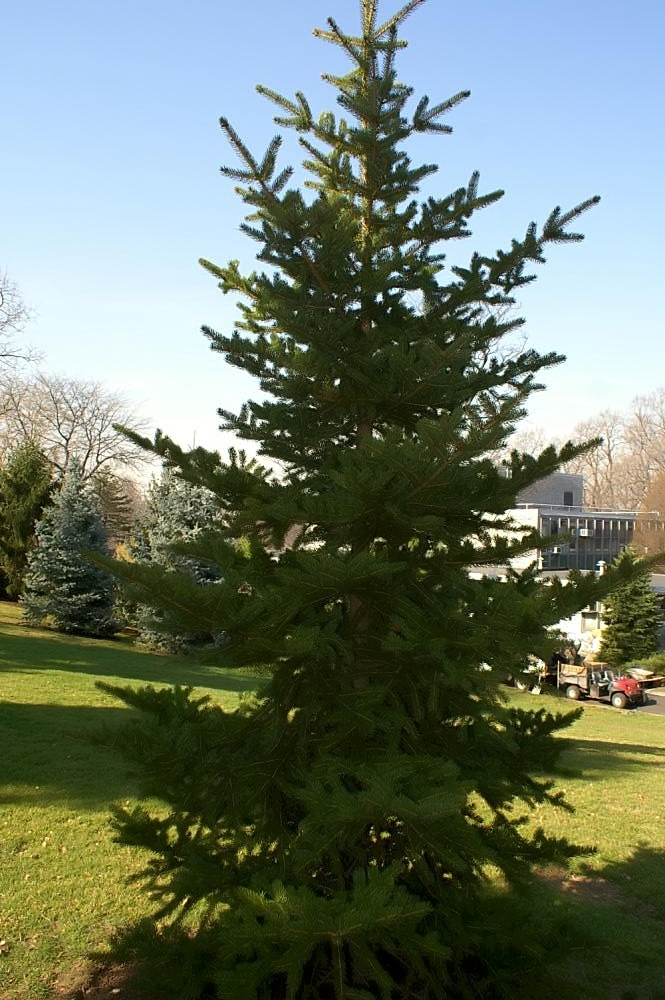
Esemplare coltivato

## Distribuzione e habitat
Questo peccio vegeta a quote comprese tra 400 e 1500 m, su suoli podzolici o vulcanici, come vecchie colate laviche o tufi. Il clima di riferimento è marittimo freddo e umido, con precipitazioni annue superiori ai 1000 mm e inverni nevosi, soprattutto alle quote più elevate. Esistono foreste pure relitte, ma generalmente vegeta in foreste miste in associazione con Abies homolepis, Larix kaempferi, Pinus densiflora, Prunus maximowiczii, Zelkova serrata, Quercus mongolica var. grosseserrata e specie dei generi Betula, Fagus e Acer.

## Tassonomia
Questo taxon viene accettato in genere con il nome di P. torano, ma nella maggior parte dei testi botanici o di orticoltura si ritrova più spesso il nome scientifico P. polita.

## Usi
Non ha grande importanza commerciale non essendo molto comune e vegetando in zone difficilmente accessibili. In Giappone è molto comune come pianta ornamentale in parchi e giardini privati e pubblici; in Europa, nonostante la sua chioma suggestiva, è molto meno coltivato.

## Conservazione
Questa specie viene classificata come specie vulnerabile nella Lista rossa IUCN; è stata sottoposta ad una deforestazione intensiva e soppiantata da altre specie come Larix kaempferi e Cryptomeria japonica, e il suo grado di conservazione e protezione risulta scarso.